# Telingana ornanda
Telingana ornanda är en insektsart som beskrevs av William Lucas Distant. Telingana ornanda ingår i släktet Telingana och familjen hornstritar. Inga underarter finns listade i Catalogue of Life.